# Sanwel Brandenburg
Sanwel Brandenburg (gestorben am 6. September 1791 in Berlin) war ein deutscher Rabbiner.

## Leben und Wirken
Sanwel Brandenburg war der Sohn des Pinchas Brandenburg. Er wurde Rabbiner in Wollstein, Großpolen. Im Jahre 1767 wurde er Rabbiner in (Alt-)Strelitz, 1772 Dajan in Berlin. Es wird vermutet, dass er beide Ämter kumulierte. Er war Oberlandesrabbiner von Mecklenburg-Strelitz.
Brandenburg war mit Elke Halberstadt (gestorben 1773), Tochter des Joel Halberstadt, und danach mit Mirel Eckerstein (gestorben 1793), Tochter des Lipman Eckerstein, verheiratet.
Brandenburgs Sohn Mordechai-Model (gestorben 1812) war Arzt, seine Tochter Pessel (gestorben 1824) war Ehefrau des Talmudgelehrten Sanwil b. Hirsch Aschkenas (gestorben 1813).

## Schriften (Auswahl)
- Dreizehn Approbationen, Strelitz 1769–1772, Berlin 1773–1787, siehe: Leopold Löwenstein: Mafteah ha-haskāmōth. Index Approbationum. Frankfurt am Main 1923; Nachdruck Hildesheim und New York 2003, S. 175 f. (Digitalisat in der Freimann-Sammlung.)